# Almaty Titans
Gli Almaty Titans sono una squadra di football americano di Almaty, in Kazakistan. Hanno vinto due volte la Central Asian American Football League.

## Dettaglio stagioni

### Tornei internazionali

#### Central Asian American Football League
| Stagione | regular season | regular season | regular season | regular season | regular season | regular season | playoff | playoff | playoff | playoff | playoff | playoff   | playoff    |
|          | Vin            | Par            | Per            | Tot            | PF             | PS             | Vin     | Per     | Tot     | PF      | PS      | risultato | avversaria |
| -------- | -------------- | -------------- | -------------- | -------------- | -------------- | -------------- | ------- | ------- | ------- | ------- | ------- | --------- | ---------- |
| 2015     | 6              | 0              | 0              | 6              | 198            | 42             | -       | -       | -       | -       | -       | Campioni  | -          |
| 2016     | 4              | 0              | 0              | 4              | 164            | 50             | -       | -       | -       | -       | -       | Campioni  | -          |
| Totale   | 10             | 0              | 0              | 10             | 362            | 92             | -       | -       | -       | -       | -       |           |            |

Fonti: Enciclopedia del Football - A cura di Roberto Mezzetti

## Palmarès
- 2 Central Asian American Football League (2015, 2016)